# Frank Harris (cầu thủ bóng đá, sinh 1899)
Francis Edgar Harris (17 tháng 12 năm 1899 – tháng 12 năm 1983) là một cầu thủ bóng đá người Anh, thường thi đấu ở vị trí hậu vệ. Ông sinh ra ở Urmston, Manchester, từng thi đấu cho Manchester United.